# Grete Csaki-Copony

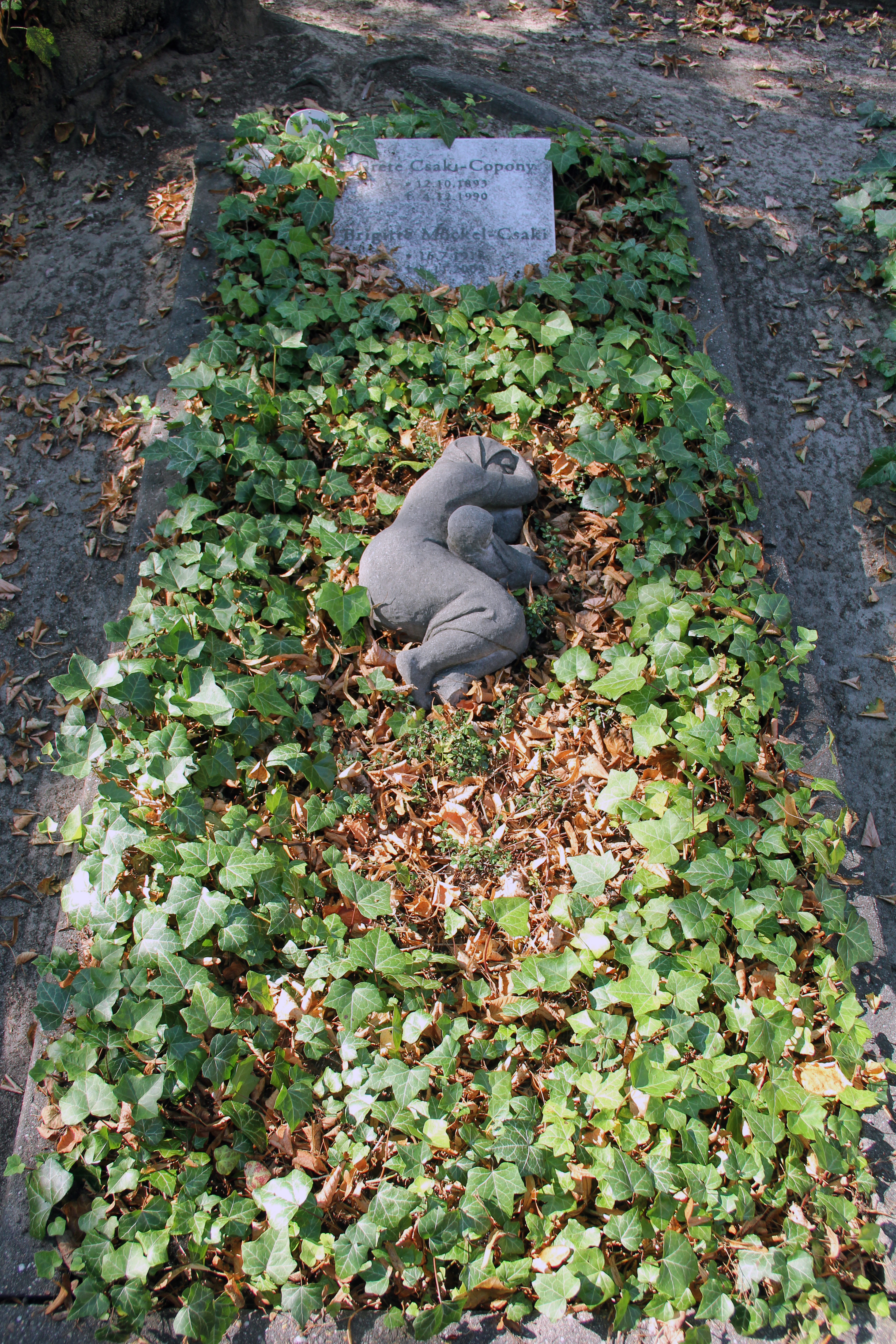
Grabstätte, Königin-Luise-Straße 55, in Berlin-Dahlem

Grete Csaki-Copony (* 12. Oktober 1893 in Zernyest, Königreich Ungarn, Österreich-Ungarn; † 4. Dezember 1990 in Berlin) war eine deutsche Malerin, Zeichnerin und Lyrikerin der Klassischen Moderne.

## Leben
Grete Copony war die Tochter des Papierfabrikanten und Abgeordneten im Budapester Parlament Traugott Copony. Seit 1909 besuchte sie verschiedene Kunstschulen in Deutschland, so bei Moritz Heymann in München, die Zeichen- und Malschule des Vereins der Berliner Künstlerinnen und einige Monate die Kunstakademie Budapest. 1917 heiratete sie den Germanisten Richard Csaki (1886–1943), den Leiter des Kulturamtes in Hermannstadt, mit dem sie die Tochter Brigitte Möckel (* 1918) und den Sohn Joachim (* 1920) hatte. 1934 zogen sie von Hermannstadt nach Stuttgart, weil Richard Csaki nach der nationalsozialistischen Machtergreifung vom österreichischen Nationalsozialisten Hans Steinacher dort als Leiter des Deutschen Ausland-Instituts eingesetzt worden war. 1935 hatte sie noch Ausstellungen in der Galerie Nierendorf in Berlin (mit Oskar Gawell) sowie in Bremen und Hamburg, aber bei einer Ausstellung in Stuttgart wurde dann von ihr verlangt, einen Teil der Werke zu entfernen, da diese als „entartet“  und „bolschewistisch“ galten. Daraufhin stellte sie bis Kriegsende keine Werke mehr aus. 
Richard Csaki starb 1943. Von Stuttgart zog sie nach Wankheim bei Tübingen. Ab 1954 hielt sie sich auch regelmäßig in Griechenland auf und hatte ein Atelier in Ägina. Ab 1962 lebte sie bei ihrer Tochter in Berlin und hatte dort 1984 eine Einzelausstellung im Haus am Lützowplatz.